# Кузик Денис Вікторович
Денис Вікторович Кузик (18 вересня 2002, с. Богданівка, Підволочиський район, Тернопільська область, Україна) — український футболіст, захисник черкаського ЛНЗ. Виступав за молодіжну збірну України.

## Життєпис

### Клубна кар'єра
У першій половині сезону 2021/22 на правах оренди грав у складі одеського «Чорноморця». 25 липня 2021 року дебютував в Українській прем'єр-Лізі в матчі «Десна» (Чернігів) — «Чорноморець».
З лютого 2022 року на правах оренди грав за клуб «Колос» (Ковалівка).